# Place royale à Tartu
 (avril 2025).
Si vous disposez d'ouvrages ou d'articles de référence ou si vous connaissez des sites web de qualité traitant du thème abordé ici, merci de compléter l'article en donnant les références utiles à sa vérifiabilité et en les liant à la section « Notes et références ».
La place royale (en estonien : Kuningaplats) est située dans le quartier Kesklinn de Tartu en Estonie.

## Présentation
La place royale est située près de la rue Jakobi tänav, derrière le bâtiment principal de l'Université de Tartu.
La place royale doit son nom au roi de Suède Gustave II Adolphe, fondateur de l'Université de Tartu, dont la statue est érigée au milieu de la place.